# Fala Chen
Fala Chen (Chengdu, 24 februari 1982) (jiaxiang: Zhejiang) is een Chinees-Amerikaanse actrice, filmactrice, musicalspeelster, zangeres en werkt nu bij de Hongkongse TVB. Ze is opgegroeid in vele gebieden. Ze is in Sichuan geboren, later is ze met haar ouders geïmmigreerd naar het Amerikaanse New York, ook heeft ze in Georgia gewoond en op het Emory University gestudeerd en in 2005 is ze verhuisd naar Hongkong om een acteercarrière te beginnen. Chen spreekt behalve Engels en Standaardmandarijn ook Standaardkantonees, Sichuanhua en Japans.
Ze won in 2002 Miss Asian America, in 2003 werd ze tweede op de Miss Chinatown USA, 2004 Miss NY Chinese 2004, in 2005 tweede op de Miss Chinese International 2005 en in 2007 kreeg ze de prijs TVB Best Supporting Actress. Sinds 2006 heeft ze in vele TVB-series als hoofdrolspeelster gespeeld. 

## Filmografie
- Forensic Heroes (2006)
- The Ultimate Crime Fighter (2007)
- Heart of Greed (2007)
- Best Selling Secrets (2007)
- The Family Link (2007)
- Steps (2007)
- A Journey Called Life (2008)
- Catch Me Now (2008)
- Moonlight Resonance (2008)
- The Stew of Life (2009)
- In the Eye of the Beholder (2010)
- Triumph in the Skies II (2013)
- Shang-Chi and the Legend of the Ten Rings (2021)
- Godzilla x Kong: The New Empire (2024)